# Barbella biformis
Barbella biformis är en bladmossart som beskrevs av Noguchi 1976. Barbella biformis ingår i släktet Barbella och familjen Meteoriaceae. Inga underarter finns listade i Catalogue of Life.